# The Love Guru
The Love Guru er en amerikansk filmkomedie fra 2008, instrueret af Marco Schnabel og med Mike Myers og Jessica Alba i hovedrollerne. Myers skrev manus sammen med Graham Gordy i tillæg med at medvirke i filmen, samt at han produserede den sammen med Gary Barber. Under den 29. Razzie-Uddeling vandt filmen tre Golden Raspberry Awards, blandt andet prisen for værste film.

## Handling
Stjernespilleren i Toronto Maple Leafs, Darren Roanoke, undergår en del stress på grund af at hans kone har forladt ham til fordel for stjernespilleren på Los Angeles Kings, Jacques «Le Coq» Grandé. Stresset får hans hånd til at skælve, og dette påvirker hans ishockeyspilling. Darren får hjælp af guruen Maurice Pitka for at bekæmpe stressen, så hans hold kan komme ud af den lange række af tap de befinder sig i. I tillæg til at bli godt betalt, ønsker Pitka at han kan få en invitation til Oprah Winfreys talk-show, så han kan blive verdens mest kendte guru. Pitka kommer til Oprah, men i stedet for at ønske at blive verdens mest kendte guru, er det nu pludselig hans kærlighed til Jane Bullard som tæller mest. Dessværre har han indgået en aftale med guruen Tugginmypudha som gør at han må gå med kyskhedsbælte. Han rejser til Tugginmypudha for at få det fjernet, og får hos ham metoden på hvordan han slipper af med bæltet..

## Roller
| Skuespiller       | Rolle                       |
| ----------------- | --------------------------- |
| Mike Myers        | Guru Maurice Pitka          |
| Romany Malco      | Darren Roanoke              |
| Jessica Alba      | Jane Bullard                |
| Meagan Good       | Prudence Roanoke            |
| Verne Troyer      | Trener Punch Cherkov        |
| Justin Timberlake | Jacques «Le Coq» Grandé     |
| Telma Hopkins     | Lillian Roanoke             |
| Manu Narayan      | Rajneesh – Pitkas assistent |
| John Oliver       | Dick Pants                  |
| Ben Kingsley      | Guru Tugginmypudha          |
| Stephen Colbert   | Jay Kell                    |
| Jim Gaffigan      | Trent Lueders               |
| Rob Huebel        | Bar Patron                  |
| Omid Djalili      | Guru Satchabigknoba         |
| Laura Landauer    | Celine Dion                 |

I tillæg har følgende skuespillere roller som sig selv:
Mike Myers, Mariska Hargitay, Kanye West, Val Kilmer, Morgan Freeman, Rob Blake, Deepak Chopra, Oprah Winfrey og Jessica Simpson.

## Modtagelse
I åbningsweekenden indtjente filmen 13,9 millioner dollars i USA og Canada, og havnede på en 4. plads på box office-listerne. Tallene fra åbpningsweekenden faldt hurtigt efterhånden som filmen havde været ude et stykke tid.

## Priser
The Love Guru modtog flest nomineringer til den 29. Razzie-Uddeling, med i alt 7 nomineringer. Filmen vandt til sidst tre priser, for værste film, værste manus og værste mandlige skuespiller. 